# Oxylaena
Oxylaena là một chi thực vật có hoa trong họ Cúc (Asteraceae).

## Loài
Chi Oxylaena gồm các loài: